# Massacre da Escola Politécnica de Montreal
O Massacre da Escola Politécnica de Montreal (em francês:  tuerie de l'École polytechnique), também conhecido como o Massacre de Montreal, foi um tiroteio em massa em Montreal na escola de engenharia afiliada à Universidade de Montreal. Catorze mulheres foram assassinadas e dez mulheres e quatro homens ficaram feridos.
Em 6 de dezembro de 1989, Marc Lépine entrou em uma aula de engenharia mecânica na Escola Politécnica de Montreal e ordenou que as mulheres e os homens fossem para lados opostos da sala de aula. Ele separou nove mulheres, instruindo os homens a saírem. Declarou estar "lutando contra o feminismo" e abriu fogo. Atirou em todas as nove mulheres da sala, matando seis. O atirador então se moveu pelos corredores, pela cafeteria e por outra sala de aula, visando as mulheres por pouco menos de 20 minutos. Matou mais oito antes de disparar contra si mesmo.
O incidente é o tiroteio em massa mais mortal da história moderna do Canadá. Em busca de uma fundamentação desde o ataque, houve debates sobre várias interpretações dos eventos, seu significado e os motivos do atirador. Muitos caracterizam o massacre como um ataque antifeminista representativo da violência social mais ampla contra as mulheres. O aniversário do massacre foi comemorado como o Dia Nacional da Memória e Ação sobre a Violência contra a Mulher. Certas interpretações atribuem a causa a aspetos externos, como por exemplo o aumento da pobreza, isolação e alienação na sociedade, enquanto outras sugerem ser um ato isolado de um louco, sem maiores implicações sociais.
O incidente levou a leis mais rigorosas de controle de armas no Canadá. Também introduziu mudanças na resposta tática da polícia aos tiroteios, mudanças que mais tarde foram creditadas com a minimização das baixas durante o tiroteio no Colégio Dawson.

## Cronologia
Pouco depois das 16h00 de 6 de dezembro de 1989 (horário local), Marc Lépine chegou no prédio da Escola Politécnica, faculdade de engenharia ligada à Universidade de Montreal, portando uma espingarda semiautomática e uma faca de caça. Ele havia comprado sua Ruger Mini-14 em 21 de novembro de 1989 na loja Checkmate Sports de Montreal, informando a uma amiga que iria usá-la numa caçada. Lépine estava familiarizado com o interior do prédio, uma vez que esteve dentro e nos arredores da Escola Politécnica pelo menos sete vezes nas semanas que antecederam o ataque.

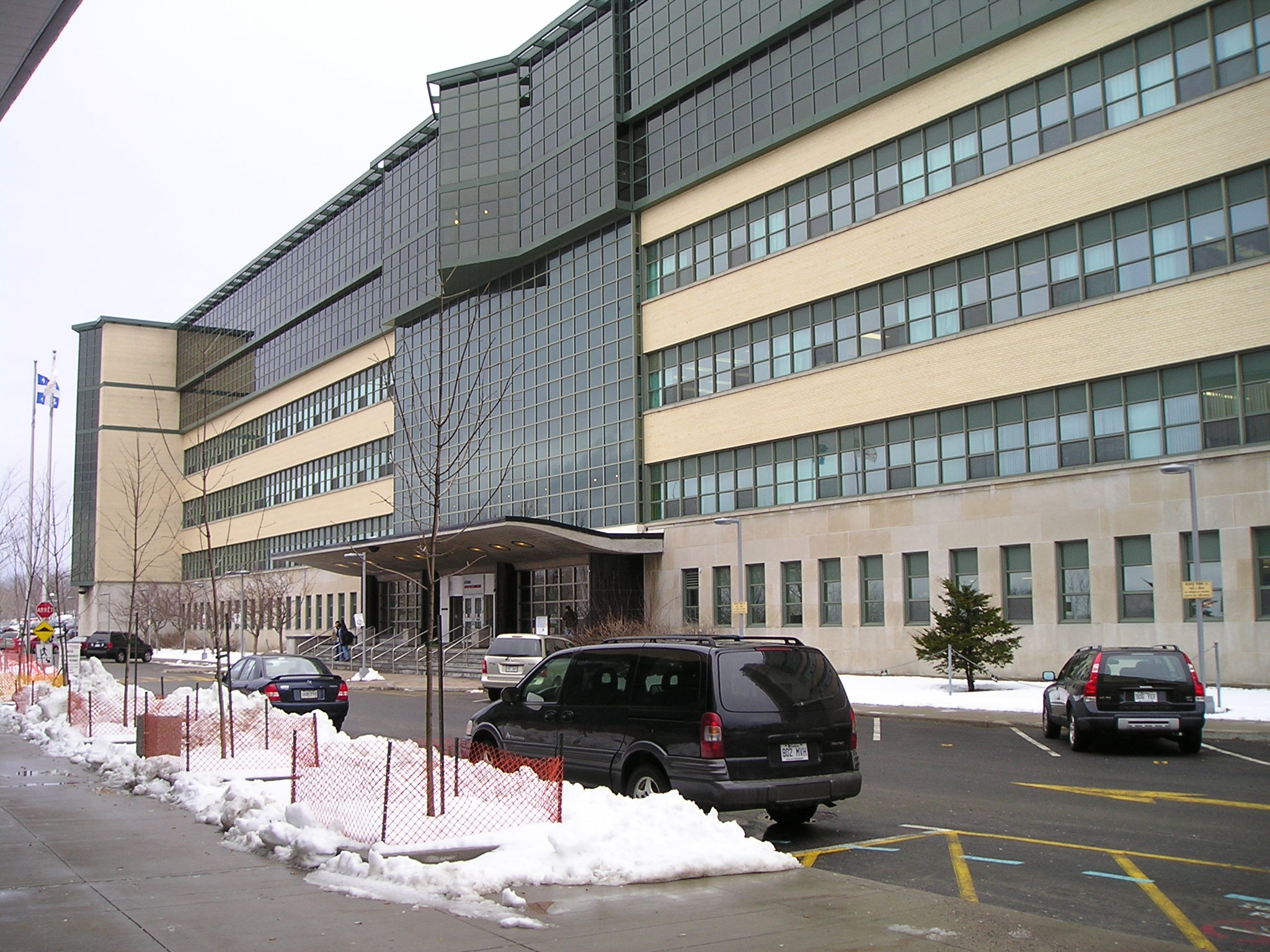
Exterior da Escola Politécnica de Montreal

Lépine sentou-se por algum tempo no escritório do arquivista no segundo andar. Foi visto mexendo numa sacola plástica e não conversou com ninguém, nem mesmo quando um funcionário perguntou se poderia ajudá-lo. Deixou o escritório e foi visto em outras partes do edifício antes de entrar numa sala de aula de engenharia mecânica com cerca de sessenta alunos no segundo andar por volta das 17h10. Após se aproximar de um aluno que apresentava um trabalho, ele pediu a todos que parassem o que estavam fazendo e ordenou que homens e mulheres ficassem em lados opostos da sala. Ninguém atendeu a seu pedido, achando se tratar de uma brincadeira, até que ele atirou no teto da sala.
Lépine então pediu que os 50 homens presentes deixassem a sala de aula; as nove mulheres deveriam permanecer. Falando em francês, ele perguntou às mulheres se elas sabiam porque estavam ali e, quando uma estudante disse que não, ele respondeu: "Estou lutando contra o feminismo". Uma das estudantes, Nathalie Provost, disse: "Olha, somos apenas mulheres que estudam engenharia, não somos feministas que marcham na rua gritando que somos contra os homens, somos apenas estudantes que levam uma vida normal". Lépine respondeu: "Vocês são mulheres, vocês serão engenheiras. Vocês são um bando de feministas. Eu odeio feministas". Ele então abriu fogo contra as estudantes da esquerda para a direita, matando seis delas e ferindo outras três, incluindo Provost. Antes de sair da sala, ele escreveu a palavra merda duas vezes no trabalho de um aluno.
Lépine continuou andando pelo corredor do segundo andar e feriu três estudantes antes de entrar em outra sala de aula onde tentou, por duas vezes, atirar numa aluna. Sua arma falhou, então ele se refugiou na escada de incêndio para recarregar sua arma. Ele então retornou à sala na qual havia acabado de sair, mas os alunos haviam trancado a porta; Lépine atirou na porta três vezes, mas não conseguiu entrar na sala. Andando pelo corredor, ele atirou em outras pessoas, ferindo uma delas, antes de se aproximar do escritório de assuntos financeiros, onde ele deu um tiro fatal numa mulher através da janela da porta que ela havia acabado de trancar uma porta.

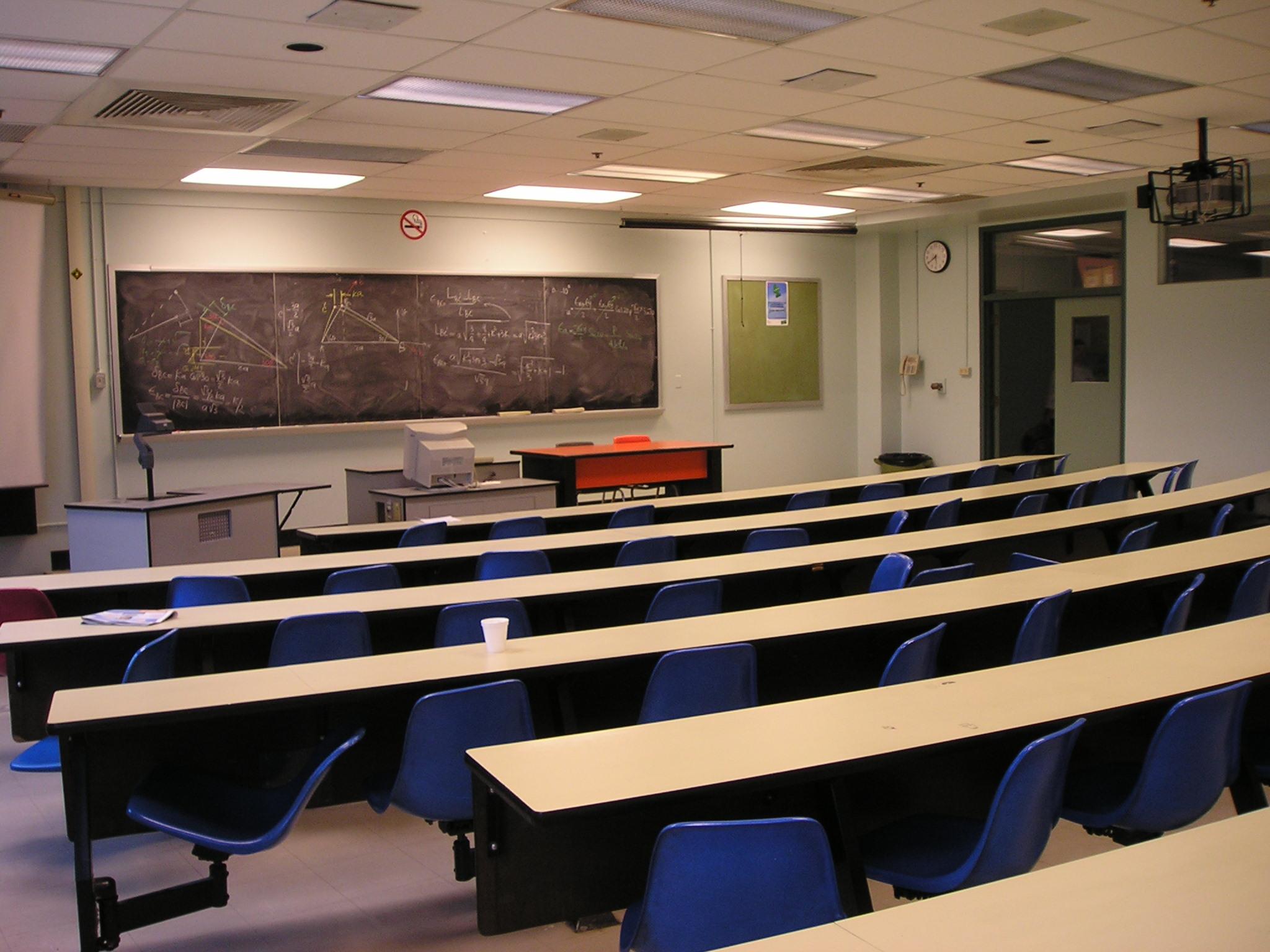
A sala de aula no terceiro andar da Escola Politécnica, onde o massacre acabou

Ele então foi para o refeitório, no primeiro andar, onde se encontravam cerca de cem pessoas. A multidão se dispersou após ele matar uma mulher que estava perto da cozinha e ferir outro estudante. Entrando num depósito destrancado no final do refeitório, Lépine matou mais duas mulheres que estavam se escondendo lá. Também disse a um casal de alunos, um homem e uma mulher, que saíssem debaixo da mesa onde estavam se escondendo; eles obedeceram e foram poupados.
Lépine então seguiu para o terceiro andar numa escada rolante; lá, ele atirou e feriu uma mulher e dois homens no corredor. Entrou em outra sala de aula e ordenou aos três estudantes que apresentavam um trabalho lá que saíssem, ferindo Maryse Leclair, que estava num palco na frente da sala de aula. Atirou nos alunos que estavam na primeira fileira e matou duas mulheres que tentavam sair da sala. Alguns alunos esconderam-se embaixo de suas mesas. Lépine se dirigiu às alunas, ferindo três e matando uma. Ele trocou o carregador de sua arma e se dirigiu à frente da sala de aula, atirando em todas as direções. Nesse momento, Leclair pediu clemência; Lépine desembainhou sua faca de caça e esfaqueou-a três vezes, matando-a. Ele retirou seu boné, embrulhou a espingarda com seu casaco, exclamou "Ah, merda" e cometeu suicídio dando um tiro na própria cabeça, vinte minutos depois de dar início ao massacre. Cerca de sessenta cartuchos permaneceram nos carregadores que ele carregava consigo. Matou quatorze mulheres no total – doze alunas de engenharia, uma estudante de enfermagem e uma funcionária da universidade – e feriu outras quatorze pessoas, incluindo quatro homens.
Após falar com a imprensa do lado de fora, o diretor de relações públicas da Polícia de Montreal, Pierre Leclair, entrou no edifício e encontrou o corpo esfaqueado de sua filha Maryse.
Os governos da província de Quebec e da cidade de Montreal declararam três dias de luto. Um funeral coletivo para nove das quatorze vítimas de Lépine foi realizado na Basílica de Notre-Dame em 11 de dezembro de 1989, sendo frequentado por autoridades como a governadora-geral Jeanne Sauvé, o primeiro-ministro Brian Mulroney, o premier do Quebec Robert Bourassa, o prefeito de Montreal Jean Doré, e centenas de outros enlutados.

## Vítimas

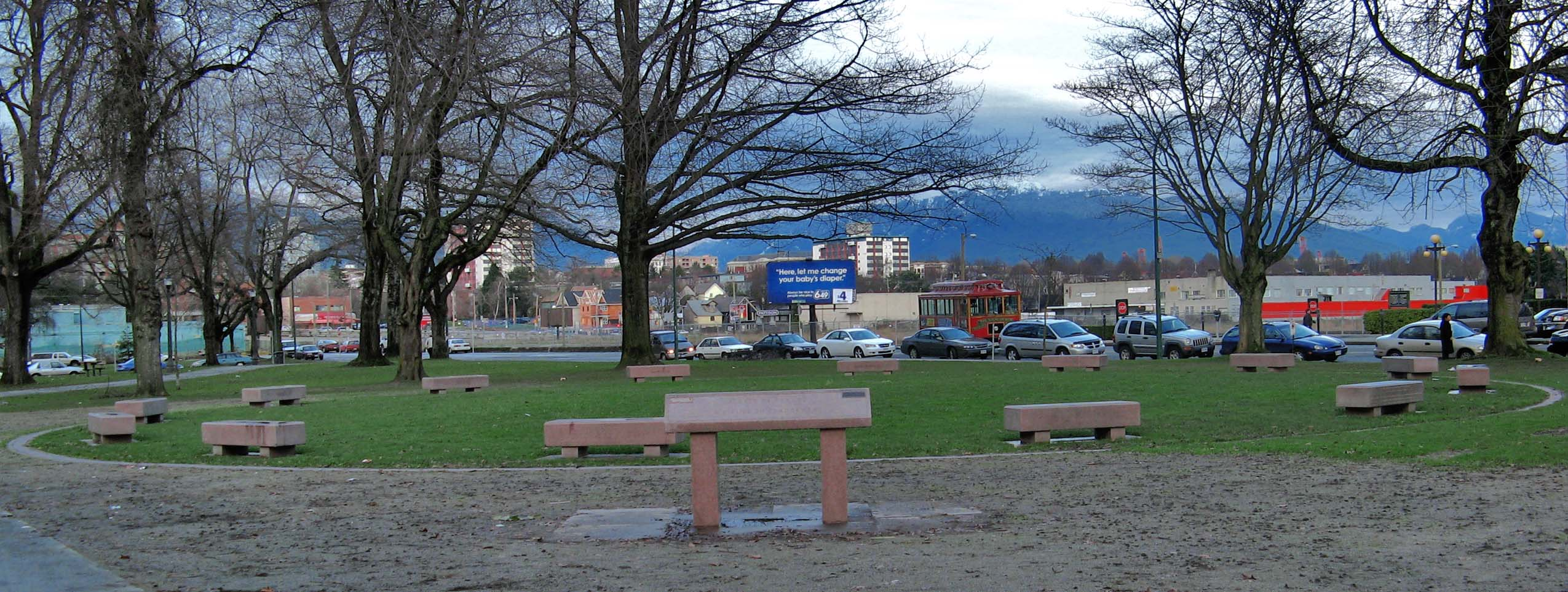
Marco da Mudança, memorial da artista Beth Alber em Vancouver que se consiste de 14 bancos de praça que lembram caixões.

Lépine matou quatorze mulheres (doze estudantes de engenharia, uma estudante de enfermagem e um funcionário da universidade) e feriu outras quatorze, dez mulheres e quatro homens.
- Geneviève Bergeron (n. 1968), estudante de engenharia civil
- Hélène Colgan (n. 1966), estudante de engenharia mecânica
- Nathalie Croteau (n. 1966), estudante de engenharia mecânica
- Barbara Daigneault (n. 1967), estudante de engenharia mecânica
- Anne-Marie Edward (n. 1968), estudante de engenharia química
- Maud Haviernick (n. 1960), estudante de engenharia de materiais
- Maryse Laganière (n. 1964), secretária do orçamento no departamento de finanças da Escola Politécnica
- Maryse Leclair (n. 1966), estudante de engenharia de materiais
- Anne-Marie Lemay (n. 1967), estudante de engenharia mecânica
- Sonia Pelletier (n. 1961), estudante de engenharia mecânica
- Michèle Richard (n. 1968), estudante de engenharia de materiais
- Annie St-Arneault (n. 1966), estudante de engenharia mecânica
- Annie Turcotte (n. 1969), estudante de engenharia de materiais
- Barbara Klucznik-Widajewicz (n. 1958), estudante de enfermagem

Os governos de Quebec e Montreal declararam três dias de luto. Um funeral conjunto para nove das mulheres foi realizado na Basílica de Notre-Dame em 11 de dezembro de 1989, e contou com a presença da Governadora Geral Jeanne Sauvé, do Primeiro Ministro Brian Mulroney, do Primeiro Ministro de Quebec Robert Bourassa e do Prefeito de Montreal Jean Doré, além de milhares de outras pessoas em luto.

## O atirador
O atirador, Marc Lépine é o filho de uma mãe franco-canadense e de um pai argelino e seu nome de batismo era Gamil Gharbi. Seu pai, um vendedor de fundos mútuos, era misógino. Era fisicamente e verbalmente abusivo com a esposa e o filho, desencorajando uma relação amorosa entre ambos. Quando Gamil tinha sete anos de idade seus pais se separaram; ele nunca mais teve contato com o pai. Sua mãe voltou a trabalhar como enfermeira para sustentar a família e, devido às longas horas de trabalho, seus filhos moravam com outra família durante a semana. Aos 14 anos, Gamil mudou seu nome para "Marc Lépine", citando o ódio pelo pai como razão pela adoção do sobrenome materno. Lépine tentou se juntar ao Exército Canadense no inverno de 1980–1981, mas teria sido recusado, segundo sua carta de suicídio, por ser "antissocial". A breve biografia que a polícia fez de Lépine no dia seguinte ao massacre descrevia-o como inteligente e problemático. Não gostava do feminismo, de mulheres em cargos de comando e de mulheres em carreiras tradicionalmente masculinas, como a policial. Começou um curso pré-universitário na CEGEP em ciências puras em 1982, mas logo transferiu-se para um programa vocacional de três anos em tecnologia eletrônica. Ele abandonou este programa no seu último semestre sem explicações. Lépine tentou entrar na Escola Politécnica em 1986 e em 1989, mas estava precisando de dois cursos do CEGEP requisitados para a admissão. Terminou um deles no inverno de 1989.

### Carta de suicídio
O bolso de dentro do casaco de Marc Lépine continha uma carta de suicídio e duas cartas para amigos, todas elas datadas do dia do massacre. Alguns detalhes da carta de suicídio foram revelados pela polícia à imprensa dois dias após o evento, mas seu conteúdo completo não foi revelado. Órgãos da imprensa acionaram a Lei de Acesso à Informação para obrigar a polícia a revelar o conteúdo integral da carta, mas foram malsucedidos na empreitada judicial. Um ano após o ataque, a carta de três páginas vazou para a jornalista feminista Francine Pelletier. Ela continha a lista de dezenove mulheres proeminentes do Quebec que Lépine desejava matar por serem, em sua visão, feministas. A lista incluía a própria Pelletier, assim como uma sindicalista, uma política, uma celebridade televisiva e seis policiais que chamaram a atenção de Lépine por estarem num mesmo time de vôlei. A carta foi publicada, sem o nome das mulheres que Lépine desejava assassinar, no jornal La Presse, onde Pelletier escrevia como colunista na época. Lépine escreveu que se considerava racional e que ele culpava as feministas por estragarem sua vida. Ele destacou seus motivos para o ataque, incluindo sua raiva contra as feministas, que buscavam transformações sociais que "mantinham as vantagens de ser mulher (...) enquanto tentava tirar as dos homens". Também mencionou o cabo das Forças Armadas Denis Lortie, que matou três funcionários do governo e feriu outros treze num ataque armado à Assembleia Nacional do Quebec em 7 de maio de 1984.

## Motivação
Devido ao choque gerado pelo massacre, agentes políticos e judiciários temiam que uma ampla discussão pública sobre o massacre geraria dor às famílias das vítimas e incentivaria a violência antifeminista. Como resultado, um inquérito público não foi realizado e a carta de suicídio de Marc Lépine não foi divulgada à imprensa. Embora uma extensiva investigação policial sobre os motivos de Marc Lépine tenha sido feita, seu relatório não foi divulgado para o público, embora uma cópia deste tenha sido usado pela legista como fonte de sua investigação. A imprensa, acadêmicos, organizações feministas e familiares das vítimas protestaram contra a falta de um inquérito público e a escassez das informações divulgadas.

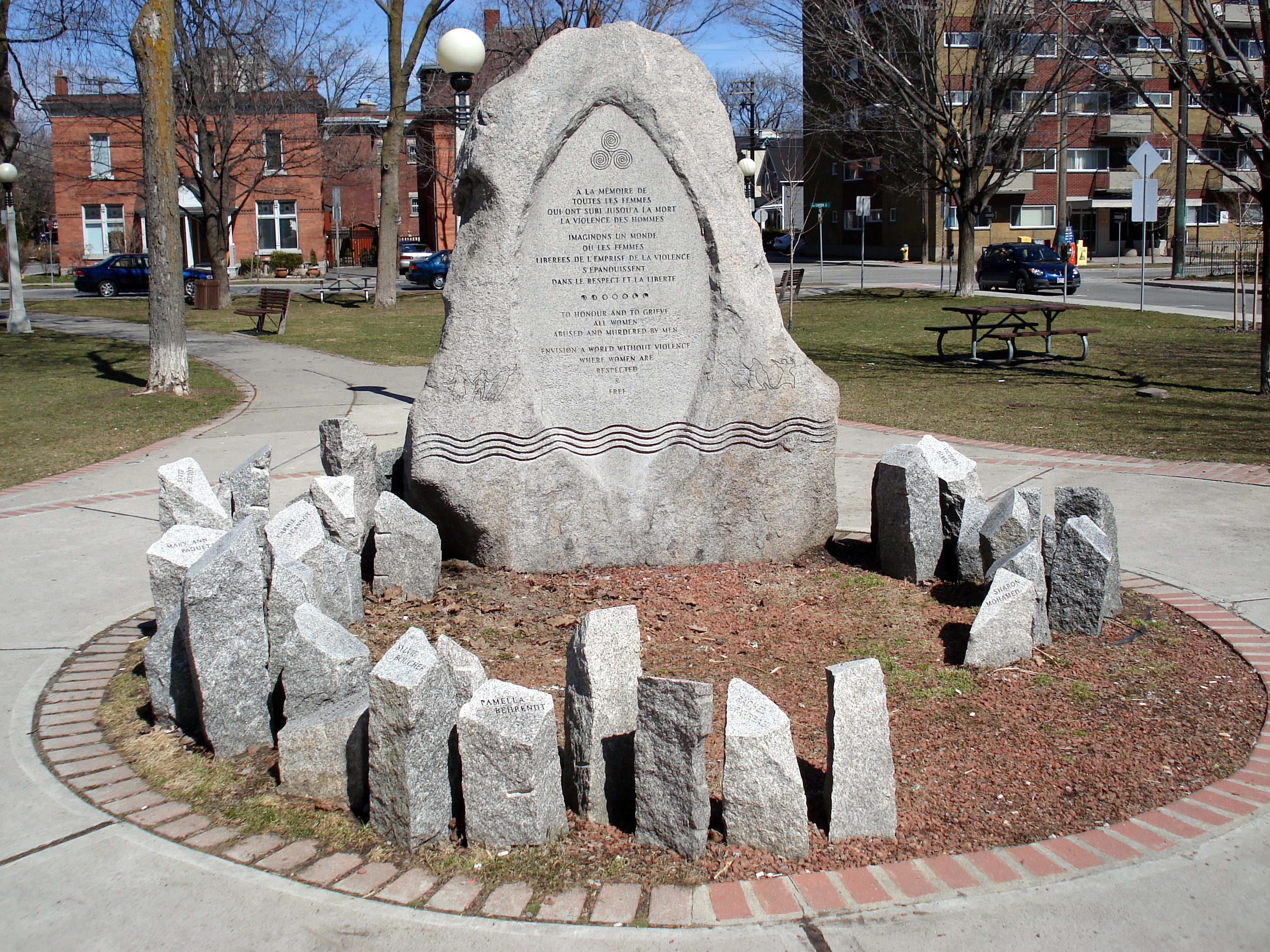
Memorial em Minto Park, Ottawa.

Apesar disso, o sexo das vítimas de Lépine, assim como suas declarações durante o massacre levaram rapidamente à caracterização do evento como um exemplo da violência contra a mulher predominante na sociedade. Acadêmicas feministas argumentaram que as ações de Lépine encontram fundamento na misoginia difundida na sociedade, que leva à naturalização da violência contra a mulher. Estudiosos descreveram o evento como um caso de assassinato seguido de suicídio "pseudo-comunitário", em que o atirador tem como alvo um grupo específico de pessoas, geralmente num local público e quer morrer num "arroubo de glória". Criminologistas citam o massacre como exemplo de feminicídio, uma vez que as vítimas foram escolhidas pelo simples fato de serem mulheres e os alvos do atirador pertenciam a este mesmo grupo. A mãe de Lépine viu o ataque como um ato de vingança contra ela, uma vez que ela poderia ser considerada como feminista pelo filho por ser uma mãe solteira que trabalhava fora de casa. Quando ele afirma na carta de suicídio que o feminismo estragou sua vida, poderia estar se referindo à mãe que via pouco durante a infância. Outros, como a jornalista televisiva Barbara Frum, suplicaram para que o crime não fosse visto como um ataque às mulheres, o que "diminuiria" a tragédia ao "sugerir que ela ocorreu apenas contra um determinado grupo".
Como previsto por Marc Lépine em sua carta de suicídio, muitos interpretaram o evento como o ato isolado de um louco. Um psiquiatra entrevistou amigos e familiares do atirador e examinou suas cartas como parte da investigação policial. Segundo ele, o motivo principal de Lépine era suicidar-se, mas ele escolheu um método específico –  matar a si mesmo após matar outras pessoas –, que seria um sinal de transtorno de personalidade. Outros psiquiatras enfatizaram os eventos traumáticos de sua infância, sugerindo que os golpes que recebeu de seu pai provocaram-lhe danos cerebrais ou que ele fosse psicótico, tendo perdido contato com a realidade ao tentar apagar as memórias de seu brutal e ausente pai, identificando-se com uma masculinidade violenta que subjuga as mulheres. Uma teoria diferente argumenta que as experiências de Lépine na infância levaram-no a se sentir vitimizado conforme ele tinha que lidar com perdas e rejeições na vida. Segundo sua mãe, Lépine poderia sofrer de transtorno de apego reativo devido ao abuso e ao sentimento de abandono que ele experimentou na infância.
Outros defendem uma análise mais ampla, enquadrando as ações de Lépine como resultado de políticas governamentais que levaram ao aumento da pobreza, à falta de perspectivas, ao isolamento individual, e à polarização entre homens e mulheres. Citando o interesse de Lépine em filmes de ação, alguns sugeriram que a glamourização da violência pela mídia pode ter influenciado suas ações. Após um tiroteio na Dawson College, na mesma cidade, em 13 de setembro de 2006, Jan Wong, colunista do jornal Globe and Mail, sugeriu que Marc Lépine pode ter se sentido alienado da sociedade quebequense por ser filho de um imigrante argelino. Sua hipótese gerou controvérsia.

## Efeitos e reação

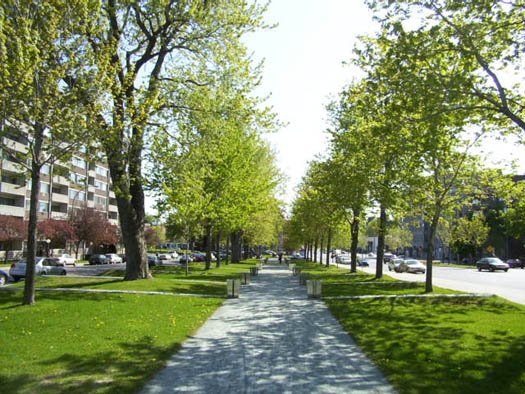
Place du 6-Décembre-1989, Montreal, com a obra Nave para quatorze rainhas da artista Rose-Marie Goulet

Os feridos e as testemunhas do ataque sofreram toda sorte de consequências físicas, sociais, existenciais, financeiras e psicológicas, incluindo transtorno de estresse pós-traumático. Alguns estudantes cometeram suicídio. Nas cartas de suicídio de pelo menos dois deles a angústia sentida após o massacre foi citada como motivo para se matarem. Numa reportagem feita nove anos após o ocorrido, os sobreviventes relataram que ainda eram afetados pela experiência, mas que com o tempo alguns impactos do massacre em suas vidas diminuíram.

### Mudança na tática policial
A reação da polícia ao massacre foi duramente criticada pelo tempo que os oficiais levaram para entrar em ação. Os primeiros policiais a chegarem na cena do crime isolaram o prédio e esperaram antes de entrar no local. Enquanto isso, várias mulheres morreram. Mudanças nos protocolos de ação em casos de emergência levaram à aclamação da forma como a polícia reagiu ao tiroteio ocorrido na Dawson College em 2006, quando uma mulher foi morta por um atirador. Naquele incidente, a coordenação entre as forças de emergência e a intervenção rápida da polícia foram creditadas como fatores que minimizaram a ação letal do atirador, que se suicidou após levar um tiro no braço de um policial.

### Restrição à posse de armas

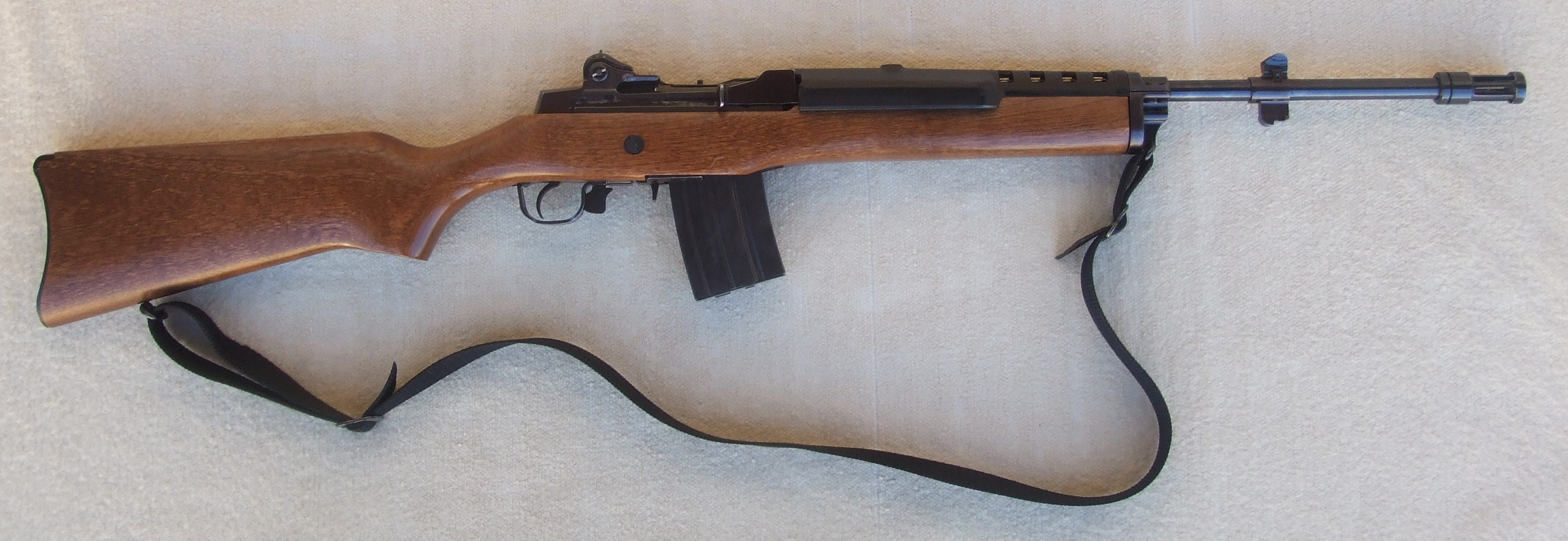
Espingarda Ruger Mini-14, fabricada pela Sturm Ruger; o mesmo modelo foi utilizado por Marc Lépine.

O massacre foi um grande estímulo para o movimento que visava restringir a posse de armas no Canadá. Heidi Rathjen, uma estudante que estava numa das salas de aula que Lépine não invadiu durante o tiroteio, organizou a Coalizão pelo Controle das Armas. Suzanne Laplante-Edward e Jim Edward, pais de uma das vítimas, também engajaram-se na causa. Suas ações, assim como as de outros ativistas, levaram à aprovação do Projeto de Lei C-68, atualmente conhecido como Lei das Armas de Fogo, em 1995, que introduziu regras mais rigorosas para a venda e posse de armas. A legislação prevê que compradores de armas passem por uma verificação de antecedentes, que donos de armas passem por cursos de treinamento, além de regras específicas para o armazenamento de armas e munições e o estabelecimento de um registro de todas as armas do país. Entre 2009 e 2012, sobreviventes do massacre e as famílias das vítimas se opuseram às ações legislativas do então governo conservador de Stephen Harper para acabar com o registro de armas. Um projeto de lei alterando a legislação de 1995 foi derrotado por uma margem apertada em setembro de 2010, mas após a vitória acachapante do partido na eleição de 2011, o registro de armas foi abolido pelo governo Harper em abril de 2012. O governo de Quebec obteve uma liminar que garantia a manutenção do registro de armas da província, assim como a inclusão no registro de armas de cano longo. Em março de 2015, no entanto, a Suprema Corte do Canadá emitiu juízo contra o Quebec, abrindo caminho para a destruição de todos os dados presentes no registro de armas da província.

### Luta contra a violência de gênero
O movimento feminista do Canadá encara o massacre como um momento fundamental de sua luta pelo fim da violência contra a mulher. Segundo a líder feminista Judy Rebick, "as mortes dessas jovens mulheres não foram em vão (...) nós transformamos nosso luto em organização para pôr fim à violência dos homens contra as mulheres". Em resposta ao massacre, a Câmara dos Comuns criou o Subcomitê da Condição Feminina. Este lançou um relatório em 1991, intitulado "A Guerra Contra as Mulheres", que não foi apoiado por todos os membros do comitê. No entanto, seguindo suas recomendações o governo federal estabeleceu a Comissão Canadense sobre Violência contra a Mulher em agosto de 1991. O grupo lançou um relatório final, "Mudando o Cenário: Acabando com a Violência – Atingindo a Igualdade", em junho de 1993. Propunha-se um "Plano de Ação Nacional" que se consistia de um "Plano de Ação Igualitária" e uma "Política de Tolerância Zero" destinados a aumentar a igualdade entre os gêneros e a reduzir a violência contra as mulheres através de ações governamentais. Segundo os críticos da Comissão, o plano não conseguiu fornecer um calendário e uma estratégia viáveis para sua implementação e suas mais de quatrocentas recomendações eram exageradas, fazendo com que o relatório final não conseguisse obter o impacto esperado.

### Controvérsia

#### Ausência de intervenção

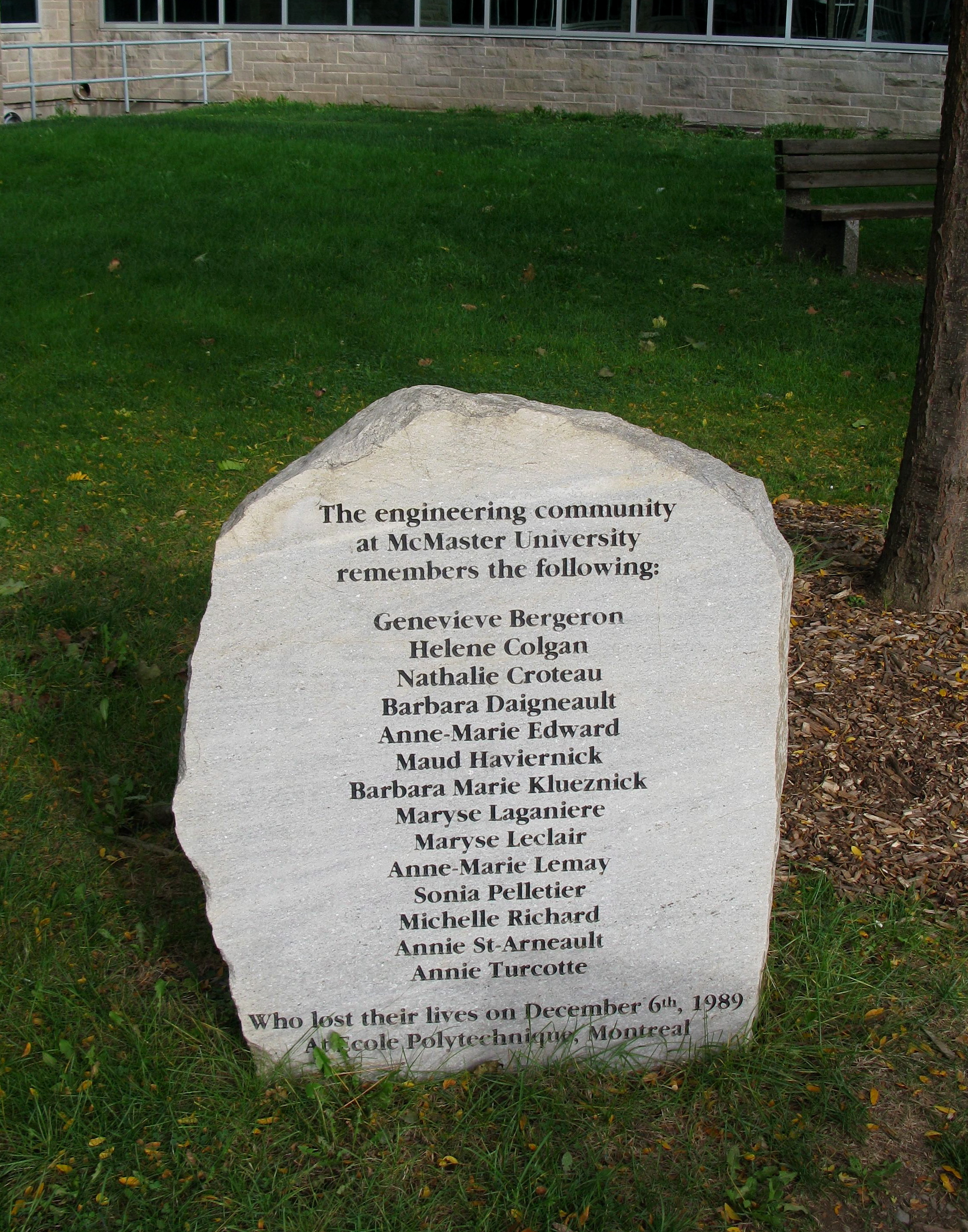
Memorial no Prédio de Engenharia John Hodgins, na Universidade McMaster.

Sobreviventes do sexo masculino foram criticados por não intervirem para conter Lépine. Em entrevista veiculada logo após o massacre, um repórter perguntou a um dos homens porque eles "abandonaram" as mulheres quando estava claro que o alvo de Lépine eram as mulheres. René Marc Jalbert, sargento de armas que convenceu Denis Lortie a se entregar durante seu atentado, disse que alguém deveria ter intervindo para ao menos distrair Lépine, mas reconheceu que "não pode-se esperar que cidadãos comuns reajam heroicamente em meio ao terror". O colunista de jornal Mark Steyn sugeriu que a inação masculina durante o massacre é um exemplo da "cultura de passividade" prevalente entre os homens canadenses, o que permitiu o massacre de Lépine. Segundo ele, "a imagem definitiva da masculinidade canadense contemporânea não é a de Lépine, mas dos professores e homens naquela sala de aula que, ordenados a saírem pelo atirador solitário, fizeram-no passivamente, abandonando suas colegas ao destino — um ato de abdicação que seria impensável em qualquer outra cultura em toda a história humana".
Alguns estudantes e funcionários homens expressaram sentimentos de remorso por não terem tentado prevenir os assassinatos. Entretanto, Nathalie Provost, uma das sobreviventes, afirmou na época que nada poderia ter sido feito para evitar a tragédia e que seus colegas do sexo masculino não deveriam sentir-se culpados.

#### Interpretação antifeminista
O movimento feminista é periodicamente criticado por apropriar-se do massacre como símbolo da opressão masculina contra as mulheres. Charles Rackoff, professor de ciências da computação na Universidade de Toronto, comparou as ativistas que organizam vigílias em lembrança ao massacre aos membros do Ku Klux Klan (KKK). Segundo ele, "a questão é usar a morte dessas pessoas como desculpa para promover uma agenda feminista/extremista de esquerda", acrescentando que isso lembra-lhe quando a KKK usa o "assassinato de um branco por um negro como desculpa para promover sua agenda". Outros críticos afirmam que Lépine era um "atirador solitário" que não representa os homens e que a violência contra as mulheres não é nem justificada ou encorajada na cultura ocidental. Segundo eles, as feministas que relembram o massacre estão dividindo a sociedade com base no gênero e difundindo o ódio ao atribuir culpa a todos os homens, independente de sua posição individual em relação à violência contra a mulher. Alguns comentaristas masculinistas e antifeministas argumentam que o feminismo é o responsável pela violência contra a mulher; eles veem o massacre como uma expressão extrema da frustração masculina. Alguns antifeministas afirmam que Lépine era um herói do masculinismo, glorificando suas ações. Em 2019, a sinalização no parque da Place du 6-Décembre-1989 de Montreal foi atualizada para refletir que o massacre da Escola Politécnica foi um ataque antifeminista. A cidade mudou a redação da placa do parque para se referir ao massacre como um "ataque antifeminista" em vez de simplesmente um "evento trágico". A antiga placa não mencionava que as mulheres eram alvos ou quantas delas foram mortas.

#### Interpretações
Outras interpretações enfatizam o abuso do atirador como uma criança ou sugerem que o massacre foi simplesmente o ato isolado de um louco, sem relação com questões sociais maiores. Ainda assim, outros comentaristas culpam a violência na mídia e o aumento da pobreza, isolamento e alienação na sociedade, particularmente nas comunidades imigrantes.

### Memória
Desde 1991, o aniversário do massacre é lembrado como o Dia Nacional de Memória e Combate à Violência contra a Mulher, quando ocorrem ações contra a discriminação de gênero. A organização não-governamental Campanha da Fita Branca (White Ribbon Campaign) foi lançada em 1991 por um grupo de homens de London como resposta ao massacre e com o objetivo de aumentar a consciência sobre a prevalência da violência de gênero contra a mulher; a fita branca usada pelos apoiadores da campanha simboliza a ideia de que os "homens estão desistindo de suas armas". Demonstrações são feitas em todo o país no dia 6 de dezembro em memória às vítimas e dezenas de monumentos em homenagem a elas foram erigidos. Na Escola Politécnica os alunos são dispensados no dia 6 de dezembro.

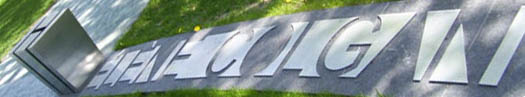
Nave para quatorze rainhas com o nome de Hélène Colgan em destaque

A Place du 6-Décembre-1989, no bairro de Côte-des-Neiges/Notre-Dame-de-Grâce em Montreal, foi criada em 1999 em memória às vítimas do massacre. Localizada na esquina da Decelles Avenue com a Rua Queen Mary Road, a poucos metros da universidade, a praça contém a instalação de arte Nef pour quatorze reines (Nave para quatorze rainhas) de Rose-Marie Goulet. É o local de vigílias e eventos anuais em 6 de dezembro.
Um memorial erigido em Vancouver gerou controvérsia por ser dedicado a "todas as mulheres mortas por homens"; seus críticos afirmam que o monumento sugere que todos os homens são feminicidas em potencial. Como resultado, as idealizadoras do projeto receberam ameaças de morte e o Conselho de Parques de Vancouver baniu qualquer monumento futuro que possa "antagonizar" outros grupos.
O evento também tem sido lembrado através de referências na mídia. Uma peça de Adam Kelly sobre o massacre, intitulada The Anorak, foi considerada uma das melhores de 2004 pelo jornal Montreal Gazette. Um filme intitulado Polytechnique e dirigido por Denis Villeneuve foi lançado em 2009, gerando controvérsia sobre a disposição da cidade de reviver a tragédia através de um filme comercial.

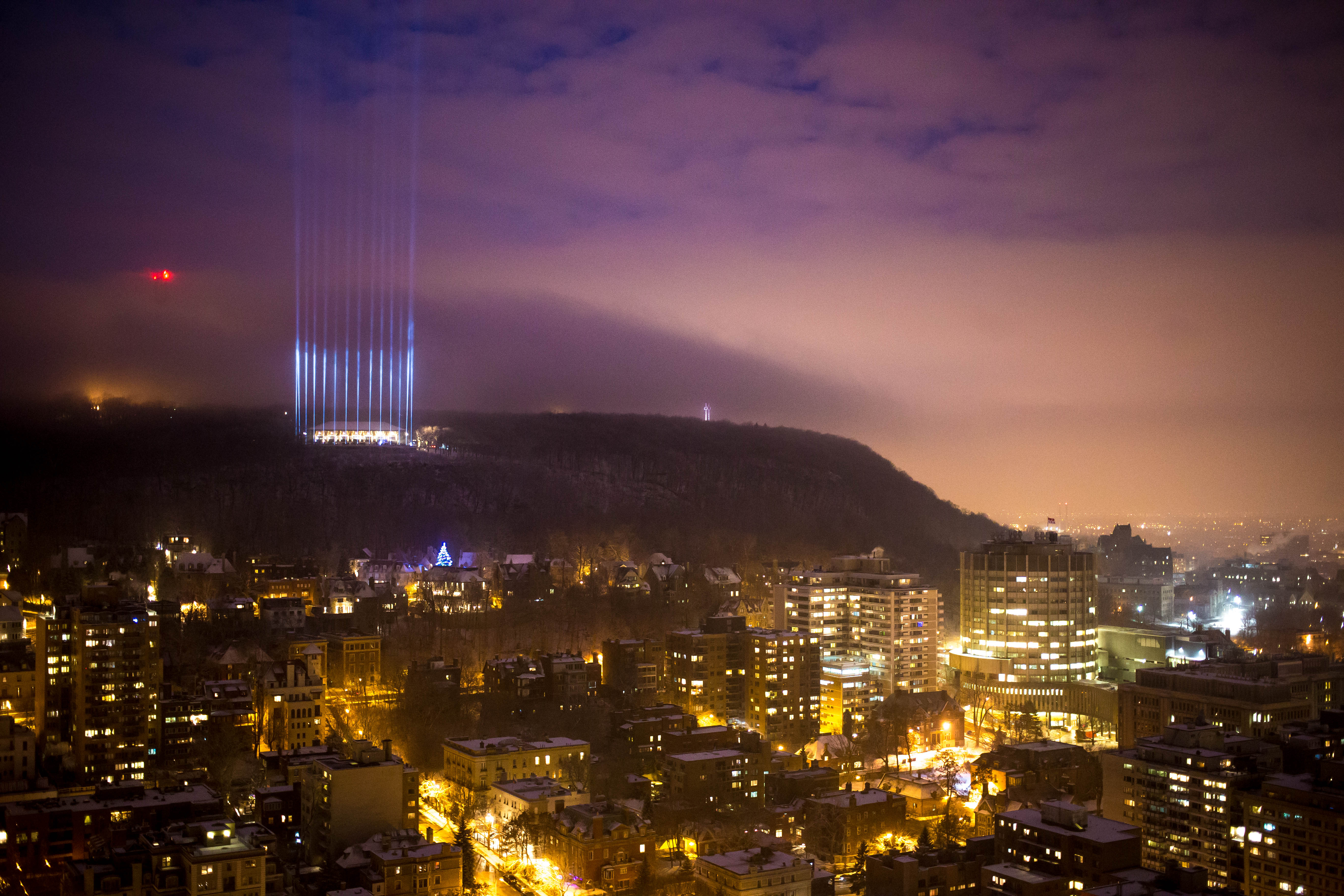
Quatorze raios de luz acesos no Monte Royal, representando as 14 vítimas do massacre.

Além disso, diversas músicas foram compostas sobre o massacre nos mais diferentes gêneros musicais, incluindo "Give Us Back The Night" do grupo de folk rock Open Mind, "Montreal Massacre" da banda de death metal Macabre, "This Memory" do grupo de folk Wyrd Sisters e "14 (for December 6)" da artista de palavra cantada Evalyn Parry. Além disso, a cantora australiana Judy Small interpretou a canção "6 December 1989" em seu álbum Never Turning Back: A Retrospective, lançado em 1999.
Em 2008 a mãe do atirador, Monique Lépine, publicou o livro Aftermath, uma coleção de memórias de sua jornada para superar a dor e o luto que o incidente lhe trouxe. Ela havia permanecido em silêncio sobre o massacre até o ano de 2006, quando decidiu falar pela primeira vez sobre o ocorrido após o tiroteio ocorrido na Dawson College naquele mesmo ano e na mesma cidade.
Para a cerimônia que marcou os vinte e cinco anos do massacre, em dezembro de 2014, o governo municipal de Montreal contratou a empresa de produção multimídia Moment Factory, que instalou quatorze holofotes no topo do Monte Royal para simbolizar as 14 vítimas do massacre. Os raios luminosos voltados para o céu foram acessos pela primeira vez pouco depois das 16:00 horas, momento em que o ataque começou 25 anos antes.